# Новое литературное обозрение
Новое литературное обозрение — російський науковий журнал, присвячений теорії та історії літератури, критиці та бібліографії, а також хроніці літературних подій.
Журнал друкується з 1992 року. В даний час є одним з найбільш професійних і авторитетних журналів Росії в галузі сучасної літератури, критики та літературознавства. Обсяг — близько 500 сторінок. Періодичність — 6 номерів в рік. Головний редактор — кандидат філологічних наук Ірина Прохорова. «Новое литературное обозрение» входить в список видань, рекомендованих ВАК РФ, публікація в яких зараховується здобувачам наукових ступенів доктора і кандидата наук.

## Редакційна колегія
- К. М. Азадовський
- Х. Баран (США)
- Н. А. Богомолов
- Т. Д. Венедиктова
- Е. А. Вішленкова
- Т. Гланц (Чехія)
- Х.-У. Гумбрехт (США)
- А. К. Жовківський (США)
- А. Л. Зорін
- Б. І. Колоницький
- А. В. Лавров
- Дж. Малмстад (США)
- А. Л. Осповат
- П. Песонен (Фінляндія)
- О. А. Проскурін
- Р. Д. Тименчик (Ізраїль)
- А. М. Еткінд (Велика Британія)
- М. Б. Ямпольський (США)